# إدريس الحيمر
ادريس الحيمر (بالفرنسية: Driss El Himer) (ولد في 4 أبريل 1974 في المغرب) هو عداء فرنسي مختص في المسافات الطويلة.شارك في سباق الماراثون في دورة الألعاب الأولمبية 2004 وحل في المرتبة 68.واحتل كذلك المرتبة 6 في بطولة العالم للعدو الريفي 2001، والمرتبة 11 في نهائي 5000 متر في بطولة العالم لألعاب القوى 2001.